# Kolloidchemie
Die Kolloidchemie ist ein 1850 durch Francesco Selmi und Thomas Graham begründetes und ab etwa 1900 ausgebautes Teilgebiet der Physikalischen Chemie, bei dem die Herstellung, Charakterisierung und Modifizierung kolloiddisperser Systeme im Vordergrund steht. Derartige Systeme bestehen aus Kolloiden, fein verteilten festen
Stoffen mit Teilchen im Größenbereich von einigen Tausendstel bis einem Millionstel Millimetern. Die Teilchen sind hierbei als disperse Phase (Dispersion) verteilt.
Nach ihrer Teilchengröße lassen sich disperse Systeme wie folgt einteilen:
| Art                       | Teilchengröße | Merkmale | Beispiel                     |
| ------------------------- | ------------- | --- | ---------------------------- |
| molekulardisperses System | < 1 nm        | Grenzen zwischen disperser Phase und Dispersionsmedium nicht sichtbar; mechanische Trennung durch Nanofiltration möglich; Kaskaden von Gaszentrifugen ermöglichen bei Gasgemischen ggf. eine An-, bzw. Abreicherung. | echte Lösung / fluide Phasen |
| kolloiddisperses System   | 1 nm bis 1 µm | Grenzen zwischen disperser Phase und Dispersionsmedium unter Ultramikroskop sichtbar; Brownsche Bewegung erkennbar; Bei Flüssigkeiten ist eine Trennung durch Ultrazentrifugen, oder Ultrafiltration möglich.        | Proteinlösungen              |
| grobdisperses System      | > 1 µm        | Grenzen zwischen disperser Phase und Dispersionsmedium oft ohne Mikroskop sichtbar; Brownsche Bewegung nicht merklich; Bei Flüssigkeiten ist eine Trennung durch Zentrifugen, oder Filtration möglich.               | Milchfettkügelchen           |
Kolloidale Lösungen stehen somit zwischen echten Lösungen und Suspensionen; sie zeigen im Gegensatz zu echten Lösungen (molekulardisperses System) keinen osmotischen Druck, keine Siedepunktserhöhung und keine Gefrierpunkts-Erniedrigung (sogenannte kolligative Eigenschaften).
In kolloidalen Lösungen wäre eine Ausflockung (Koagulation) der vielen kleinen Teilchen zu energetisch günstigeren, größeren Teilchen zu erwarten. Dieser gegenseitigen Absorption der Kolloidteilchen wirkt die elektrostatische Abstoßung entgegen (hydrophobe Kolloide) oder das Vorhandensein großer Hydrathüllen (hydrophile Kolloide).
Hydrophobe Kolloide tragen adsorbierte Ladungen, weshalb sie elektrolytisch aufgetrennt werden können (Elektrophorese). Durch Zugabe von Salzen wird die elektrostatische Abstoßung der Kolloidteilchen reduziert, und sie setzen sich als Niederschlag oder Gel ab (Koagulation, Ausflockung).
Hydrophile Kolloide tragen große Hydrathüllen. Hier kann die Koagulation durch wasserentziehende Mittel erreicht werden. Kolloidale Lösungen sind nur in einem begrenzten Bereich von Partikelkonzentrationen stabil, d. h. sie können nicht beliebig verdünnt oder aufkonzentriert werden.
Kolloide, die das Ausflocken anderer verhindern, heißen Schutzkolloide, beispielsweise Dextrin. Im pflanzlichen und tierischen Körper sind viele Wirkstoffe in kolloidaler Lösung vorhanden.